# Right Here Right Now Tour
Right Here Right Now Tour – dwunasta trasa koncertowa zespołu Van Halen, promująca album Live: Right Here, Right Now. Trasa oficjalnie rozpoczęła się 1 kwietnia 1993 i objęła 59 koncertów. 

## Muzycy
Członkowie zespołu: Sammy Hagar, Eddie Van Halen, Alex Van Halen, Michael Anthony.

## Daty i miejsca koncertów

### Europa
- 1 kwietnia 1993: Rzym, Włochy - Palaghiaccio
- 2 kwietnia 1993: Mediolan, Włochy - Palatrussardi
- 4 kwietnia 1993: Frankfurt, Niemcy - Festhalle
- 5 kwietnia 1993: Nurnburg, Niemcy - Frankenhalle
- 7 kwietnia 1993: Hamburg, Niemcy - Alsterdorfer Sporthalle
- 9 kwietnia 1993: Sztokholm, Szwecja - Globe Arena
- 10 kwietnia 1993: Oslo, Norwegia - Spektrum s
- 11 kwietnia 1993: Kopenhaga, Dania - The Forum
- 13 kwietnia 1993: Rotterdam, Holandia - S.P. Ahoy
- 14 kwietnia 1993: Gandawa, Belgia - Flanders Expo
- 16 kwietnia 1993: Zurych, Szwajcaria - Hallenstadion
- 17 kwietnia 1993: Stuttgart, Niemcy - Hans-Martin-Schleyerhalle
- 19 kwietnia 1993: Essen, Niemcy - Grugahalle
- 21 kwietnia 1993: Paryż, Francja - Le Zenith
- 22 kwietnia 1993: Paryż, Francja Le Zenith odwołany
- 25 kwietnia 1993: Birmingham, Wielka Brytania - Birmingham N.E.C.
- 27 kwietnia 1993: Sheffield, Wielka Brytania - Sheffield Arena
- 29 kwietnia 1993: Londyn, Wielka Brytania - Wembley Arena

### Stany Zjednoczone
- 25 czerwca 1993: Clarkston, MI - Pine Knob Music Theatre
- 26 czerwca 1993: Clarkston, MI - Pine Knob Music Theatre
- 28 czerwca 1993: Cincinnati, OH - Riverbend Music Center
- 29 czerwca 1993: Cleveland, OH - Blossom Music Center
- 1 lipca 1993: Barrie, ON, Canada - Molson Park (Canada Day Festival)
- 3 lipca 1993: Darien Center, NY - Darien Lake Performing Arts Center
- 4 lipca 1993: Weedsport, NY - Cayuga County Fairgrounds
- 6 lipca 1993: Middletown, NY - Orange County Speedway
- 7 lipca 1993: Groton, CT - Thames Music Theater
- 9 lipca 1993: Boston, MA - Great Woods Center
- 10 lipca 1993: Boston, MA - Great Woods Center
- 11 lipca 1993: Wantagh, NY - Nikon at Jones Beach Theater
- 13 lipca 1993: Wantagh, NY - Nikon at Jones Beach Theater
- 14 lipca 1993: Wantagh, NY - Nikon at Jones Beach Theater
- 16 lipca 1993: Pittsburgh, PA - Starlake Amphitheater
- 17 lipca 1993: Columbia, MD - Merriweather Post Pavilion
- 18 lipca 1993: Columbia, MD - Merriweather Post Pavilion
- 19 lipca 1993: Pittsburgh, PA - Starlake Amphitheater
- 20 lipca 1993: Charlotte, NC - Blockbuster Pavilion
- 21 lipca 1993: Raleigh, NC - Alltel Pavilion at Walnut Creek
- 23 lipca 1993: Atlanta, GA - Lakewood Amphitheater
- 24 lipca 1993: Nashville, TN - Starwood Amphitheater
- 25 lipca 1993: Indianapolis, IN - Deer Creek Music Center
- 27 lipca 1993: Kansas City, KS - Sandstone Amphitheater
- 28 lipca 1993: St. Louis, MO - UMB Bank Pavilion
- 30 lipca 1993: Chicago, IL - New World Music Theater
- 31 lipca 1993: East Troy, WI - Alpine Valley Music Theater
- 2 sierpnia 1993: Columbus, OH - Germain Amphitheatre
- 5 sierpnia 1993: Dallas, TX - Smirnoff Music Centre
- 6 sierpnia 1993: Houston, TX - Cynthia Woods Mitchell Pavilion
- 7 sierpnia 1993: Houston, TX - Cynthia Woods Mitchell Pavilion
- 10 sierpnia 1993: Denver, CO - Fiddler’s Green Amphitheater
- 12 sierpnia 1993: Oklahoma City, OK - State Fairgrounds
- 14 sierpnia 1993: Phoenix, AZ - Cricket Pavilion
- 16 sierpnia 1993: Salt Lake City, UT - USANA Amphitheater
- 18 sierpnia 1993: Portland, OR - Portland Meadows
- 20 sierpnia 1993: Mountain View, CA - Shoreline Amphitheater
- 21 sierpnia 1993: Mountain View, CA - Shoreline Amphitheater
- 22 sierpnia 1993: Sacramento, CA - Cal -Expo Amphitheater
- 24 sierpnia 1993: Sacramento, CA - Cal -Expo Amphitheater
- 27 sierpnia 1993: Costa Mesa, CA - Pacific Amphitheater
- 28 sierpnia 1993: Costa Mesa, CA - Pacific Amphitheater